# Florence Hunt
Florence Hunt, née le 2 février 2007, est une actrice britannique. Elle est connue pour son rôle de Hyacinthe, la huitième enfant des Bridgerton, dans le drame d'époque de Netflix, La Chronique des Bridgerton.

## Jeunesse et éducation
Hunt suit des cours de théâtre au Central Junior Television Workshop (en) de Nottingham.

## Carrière
Hunt fait ses débuts à la télévision en incarnant une jeune version du personnage de Katherine Langford, Nimue, dans la série fantastique arthurienne Netflix Cursed : La Rebelle, sortie en 2020. La même année, Hunt obtient le rôle de Hyacinthe, la huitième et le plus jeune enfant de Bridgerton, dans le drame d'époque La Chronique des Bridgerton, une adaptation Netflix produite par Shondaland des romans de Julia Quinn,. Lors de la promotion de la deuxième saison en 2022, Hunt publie plusieurs TikToks en coulisses qui deviennent viraux.
Hunt partage le rôle de Vera avec Bo Bragason dans l'adaptation scénique 2021 de Force Majeure à Donmar Warehouse. Bien que les critiques critiques de la pièce soient mitigées, Hunt reçoit des éloges pour sa performance. Tim Walker de The New European écrit « Les véritables honneurs d'acteur reviennent cependant à Florence Hunt et Henry Hunt (la nuit où je l'ai vu) » tandis que le London Theatre Reviews qualifie Hunt de « jeune actrice exceptionnelle ». En avril 2023, il est annoncé que Hunt fera ses débuts au cinéma aux côtés de Juliette Binoche, Tom Courtenay et Anna Calder-Marshall (en) dans Queen at Sea de Lance Hammer (en).

## Filmographie

### Télévision
Séries télévisées
| Année        | Titre                       | Rôle                 | Remarques  |
| ------------ | --------------------------- | -------------------- | ---------- |
| 2020         | Cursed : La Rebelle         | Nimue à 10 ans       | 2 épisodes |
| 2020-présent | La Chronique des Bridgerton | Hyacinthe Bridgerton |            |
| 2025         | Mix Tape                    | Alison en 1989       |            |

### Cinéma
Longs métrages
- 2025 : Queen at Sea de Lance Hammer